# Le rose di Eliogabalo
Le rose di Eliogabalo (inglese: The Roses of Heliogabalus) è un dipinto del 1888 del pittore anglo-olandese Lawrence Alma-Tadema, oggi parte di una collezione privata. Le sue dimensioni sono 213,4 cm per 131,8 cm (84" per 51.9"), un rapporto molto prossimo alla sezione aurea.

## Storia e descrizione
Il dipinto è ispirato da un episodio della vita dell'imperatore romano Eliogabalo (218-222) e raccontato nella Historia Augusta (Vita di Eliogabalo, xxi.5). Eliogabalo, che l'opera del IV secolo descrive come un debosciato, invitò alcuni suoi conoscenti a cena, dopo aver fatto preparare un finto soffitto che reggeva una gran quantità di petali di rosa; durante la cena lo fece aprire sopra i propri convitati, inondandoli di petali, tanto che alcuni di questi morirono soffocati.
In primo piano sono raffigurati gli invitati ricoperti di petali. In secondo piano è visibile Eliogabalo, con una veste e il diadema d'oro, assieme alla madre Giulia Soemia e ad un accompagnatore. Dietro di loro si trova una suonatrice di flauto doppio (tibia) e una statua di Dioniso, ispirata ad un originale conservato nei Musei Vaticani.